# والسکا (جورجیا)
والسکا، جورجیا (به انگلیسی: Waleska, Georgia) یک شهر در ایالات متحده آمریکا با جمعیت ۶۴۴ نفر است که در جورجیا واقع شده‌است.

## موقعیت جغرافیایی
موقعیت جغرافیایی شهرها و مناطق اطراف به شرح زیر است: